# Eunoé (mythologie)
Pour les articles homonymes, voir Eunoé (homonymie).
Dans la mythologie grecque, Eunoé est une nymphe, fille du dieu-fleuve Sangarios. Elle épouse le roi phrygien Dymas de qui elle enfante Hécube, l'épouse de Priam, roi de Troie, de qui Hécube enfantera à son tour une abondante progéniture dont Hector, Pâris et Cassandre.

## Famille
Eunoé est la fille du dieu-fleuve Sangarios, ce qui fait d'elle une nymphe. Elle épouse le roi de Phrygie Dymas de qui est a une fille, Hécube. 
Elle aura de très nombreux petits-enfants, Hécube épousant le roi Priam et ayant avec lui une abondante descendance, dont Hector, Pâris et Cassandre, qui connaitront tous un destin tragique lors de la guerre de Troie ou à la suite de cette dernière, la lignée s'éteignant totalement avec la mort de Polydore, le plus jeune fils d'Hécube, victime d'un complot alors qu'il est réfugié en Thrace. Seul Ascagne, fils d'Énée et de Créuse, et donc petit-fils d'Hécube, survivra à la guerre et à ses suites pour connaître un grand destin, fondant la cité d'Albe la Longue dont il devient le roi, mais ce n'est pas son fils mais son demi-frère Silvius qui lui succédera comme roi d'Albe.

## Évocation moderne
- L'Eunoé est un fleuve imaginaire inventé par Dante Alighieri dans son œuvre majeure, la Divine Comédie, qui pourrait venir de la nymphe.

### Source
- Phérécyde d'Athènes, préservé par une scholie de l’Iliade (XVI, 718).